# Justiniano I
Justiniano (Taurésio, c. 482 – Constantinopla, 15 de novembro de 565), também chamado Justiniano, o Grande, foi imperador romano oriental que governou desde 527 até à sua morte. É uma das maiores figuras da antiguidade tardia. Deixou um trabalho considerável, seja em termos do regime legislativo, da expansão das fronteiras do Império ou da política religiosa.
De origem modesta, atingiu o auge do poder graças à ação do seu tio e imperador Justino I, de quem foi um dos principais conselheiros antes de se tornar o seu sucessor. Se a sua chegada ao poder não está isenta de problemas, uma vez que tem de enfrentar a revolta de Nica, impõe gradualmente a sua autoridade a um Império que, desde a sua fundação, está constantemente na defensiva contra os ataques de muitos adversários e tenta perpetuar o legado de Roma, através do projecto de Renovatio Imperii ("restauração do Império").
Justiniano é frequentemente considerado o maior imperador da história do Império Bizantino, ou o último grande imperador romano, antes do Império Romano Oriental começar a diferenciar-se do Império Romano, do qual ele foi o sucessor direto. Foi o último imperador a procurar restabelecer a unidade e universalidade do Império Romano, o que o levou a travar guerras expansionistas, principalmente na Itália e na África, enquanto defendia vitoriosamente as fronteiras contra os persas ou os eslavos. Para além dos seus sucessos militares, empreendeu um projeto de codificação legislativa em grande escala que teve uma profunda influência no desenvolvimento do direito na Europa durante séculos. Muito piedoso, interveio fortemente em assuntos religiosos. A sua ambição de reconstituir um império romano universal foi combinada com o seu desejo de uma fé cristã única e universal. Como resultado, foi muito ativo na luta contra a dissidência religiosa, usando por vezes a opressão e por vezes o diálogo, especialmente com os monofisistas, mesmo que os seus resultados nesta área sejam mistos. Além disso, ele contribuiu para o florescimento da arte bizantina, representada pela construção da basílica de Santa Sofia em Constantinopla, mas também por muitos outros edifícios como as basílicas de Santo Apolinário em Classe e de São Vital, ambas em Ravena. Finalmente, o reinado de Justiniano não pode ser concebido sem o papel das muitas pessoas com quem se rodeou e que lhe permitiram realizar as suas ambições, tais como a sua esposa, a imperatriz Teodora, os seus generais, dos quais Belisário é o mais famoso, o jurista Triboniano ou o prefeito pretoriano João da Capadócia.
O reinado de Justiniano pode ser decomposto em duas partes. De 527 a 540, os sucessos foram reais, muitas vezes rápidos e de grande magnitude. Por outro lado, a segunda parte do seu reinado é mais contrastada. As fronteiras do Império são sitiadas e as suas novas conquistas, especialmente na Itália, são comprometidas. No entanto, se o Império vacilou, a situação se recuperou em todas as frentes e na sua morte, o Império Romano Oriental encontrava-se no seu auge territorial. Internamente, a situação também se deteriorou, algumas vezes por razões exteriores ao imperador. A praga de Justiniano e uma série de catástrofes naturais levaram a uma profunda crise demográfica, cujos efeitos foram sentidos especialmente após a sua morte. De fato, em muitos aspectos, o trabalho de Justiniano parece inacabado. Suas conquistas territoriais não sobrevivem, assim como a ideia de um Império Romano universal. No entanto, ainda hoje é considerado como um líder de grande qualidade, contribuindo para o legado da Roma Antiga.

## Origens, formação e caráter

### Protegido de Justino I

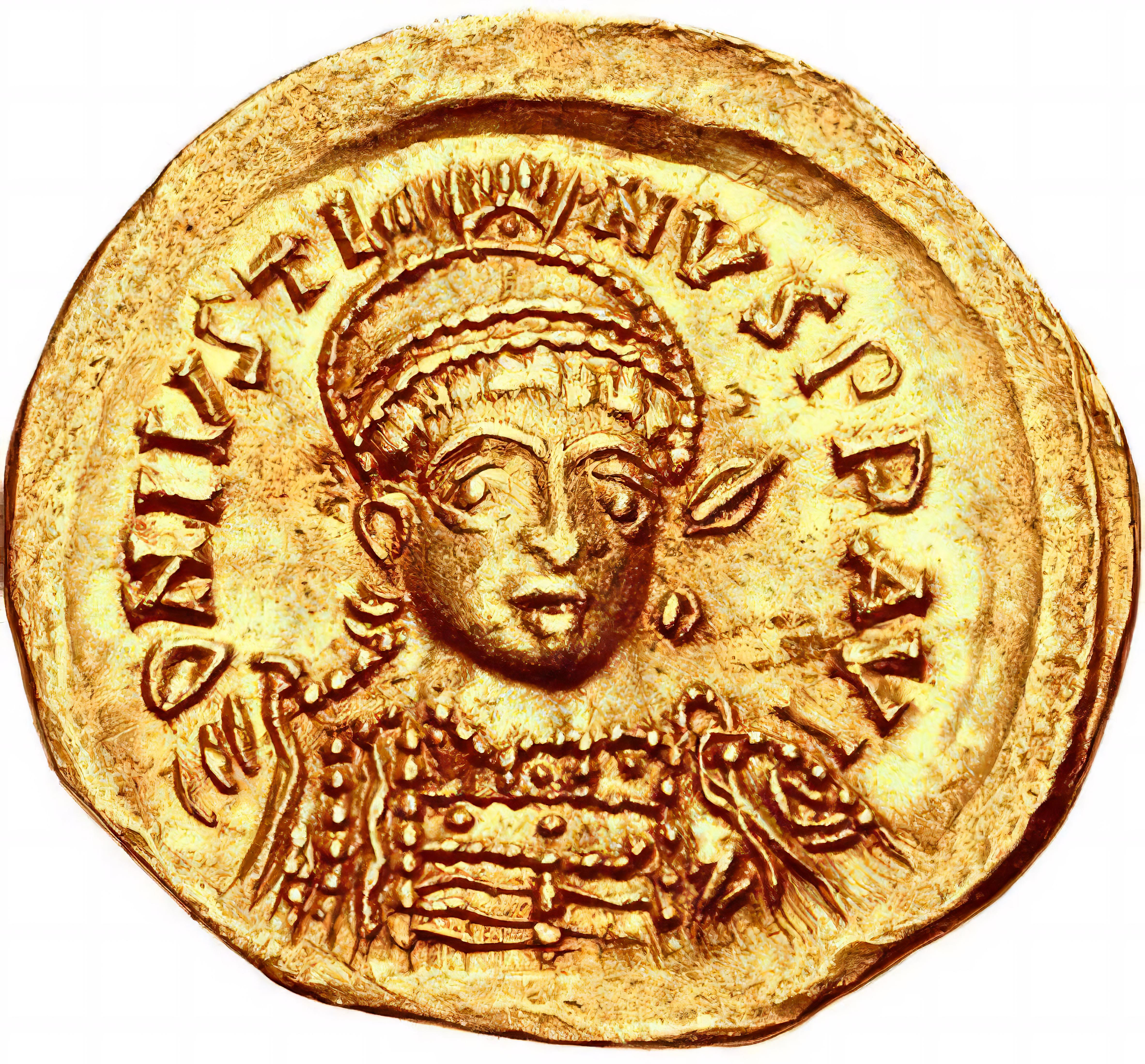
O Imperador Justino I representado em um soldo

Originalmente, nada destinava Justiniano para qualquer cargo imperial. De fato, ele veio de uma família camponesa que vivia na Trácia, na aldeia de Taurésio (perto da futura Justiniana Prima). Ele poderia ser de origem ilírica, segundo vários cronistas, mas outras fontes, como a de João Malalas, indicam uma origem trácio-romana. Em qualquer caso, um dos seus tios, Justino I, estava presente em Constantinopla naquela altura e desempenhou um papel fundamental no destino de seu sobrinho. De acordo com George Tate, "a elevação de Justiniano ao trono foi inteiramente devida a Justino. Sem ele, as suas chances eram inexistentes. Justino era de origem humilde mas, na sequência dos ataques dos hunos na sua região natal, juntou-se a Constantinopla e integrou o prestigioso corpo de excubitores antes de subir na hierarquia. Mais tarde, convidou o seu sobrinho para a capital antes de o adotar. A data da sua chegada a Constantinopla é incerta. Pierre Maraval estima que o futuro imperador tinha cerca de dez anos de idade, George Tate acredita que ele tinha mais de vinte anos. O que é certo é que o seu tio lhe deu, enquanto ele próprio não tinha muita cultura, a melhor educação possível, educação então baseada no direito, retórica e teologia. Justiniano teve, portanto, uma boa educação, mesmo Procópio de Cesareia acusando-o de que ainda era um bárbaro na sua língua. Começou então uma carreira militar na escola palatina, embora tenha servido apenas numa unidade cerimonial. Foi então um dos guardas imperiais, o que lhe permitiu estar na proximidade direta do poder.
A carreira de Justiniano beneficiou diretamente da ascensão de Justino I ao poder em 518. Isto não era evidente, mas Anastácio I havia morrido sem nomear um sucessor. Coube então ao Senado designar um novo Imperador. No início, os senadores não puderam decidir, enquanto o povo e o exército começaram a apresentar os seus candidatos, porém sem chegarem a um consenso. Finalmente, Justino parecia ser a solução de compromisso. Foi aclamado pelas várias facções da cidade imperial e, após um período de hesitação, finalmente aceitou. Justiniano foi proposto mas recusou a oferta e pôde ter desempenhado um papel ativo na nomeação de seu tio. Em qualquer caso, a chegada ao trono imperial de Justino I beneficiou diretamente Justiniano, que foi nomeado conde e depois mestre dos soldados das unidades de cavalaria e infantaria posicionadas em torno de Constantinopla. Como resultado, não participou em quaisquer campanhas militares e os seus conhecimentos neste campo permaneceram puramente teóricos, o que explica o motivo de ter delegado a ação no terreno aos seus generais quando ocupou o trono. Continuou a progredir rapidamente na hierarquia ao ser nomeado cônsul em 521, depois patrício, nobilíssimo e finalmente césar por volta de 525. O assassinato do general Vitaliano em 520, talvez ordenado por Justiniano, permitiu a este último ver-se livre do seu principal rival dentro da corte bizantina. Por ocasião da sua nomeação para o consulado, e de acordo com a tradição, organizou jogos particularmente pomposos que lhe permitiram ganhar o favor do povo e do Senado. A partir daí, parecia ser o herdeiro natural de Justino, cujo reinado é por vezes considerado a antecâmara ao de Justiniano. É por isso que Procópio de Cesareia considera que ele exerceu o posto de eminência parda durante este período. Contudo, esta visão parece caricatural porque Justino, não contente em governar por si próprio, por vezes mostrou ressalvas em relação ao seu sobrinho. Assim, quando lhe foi proposto nomeá-lo Augusto para preparar a sua sucessão, ele teria dito: "Cuidado com o jovem que tem o direito de usar esta peça de vestuário". Como salienta Pierre Maraval, embora Justiniano já se considerasse detentor de uma parte do poder imperial, o fato de muitas das suas políticas (conquistas territoriais, codificação legislativa, etc.) só terem sido implementadas depois da sua chegada ao poder mostra que ele não tinha total liberdade de ação na altura do reinado do seu tio. Em contraste, é provável que o seu papel na administração do Império tenha aumentado à medida que Justino envelhecia, pois o reinado do seu tio permitiu-lhe enfrentar as dificuldades do exercício do poder e ganhar experiência.

Ruínas de Taurésio, local de nascimento de Justiniano

O reinado de Justino I prefigurou em alguns aspectos o do seu sobrinho. Religiosamente, o Império estava dividido entre os apoiantes do Concílio de Calcedônia e os seus opositores, dos quais Anastácio I era um dos representantes. Contudo, Justino voltou à ortodoxia, concordando em seguir os preceitos do conselho, o que foi recebido com agitação entre os monofisistas, numerosos nas regiões periféricas do Império, como a Síria e o Egito. Nesta área, é provável que a influência de Justiniano a favor da defesa da ortodoxia tenha sido significativa. Na política externa, foi confrontado com a constante ameaça dos sassânidas, que desencadearam a Guerra Ibérica alguns meses antes da sua morte, reavivando a antiga rivalidade entre a Pérsia e o Império Romano. Finalmente, no campo da política interna, Justino teve de lidar com a agitação recorrente causada pelas facções, entidades normalmente responsáveis pela organização de corridas de cavalos, mas que na realidade eram um reflexo das rivalidades de poder entre diferentes grupos da capital. Assim, os Azuis e os Verdes chocavam-se muitas vezes abertamente nas ruas da cidade, por vezes de forma violenta.

### Chegada ao trono

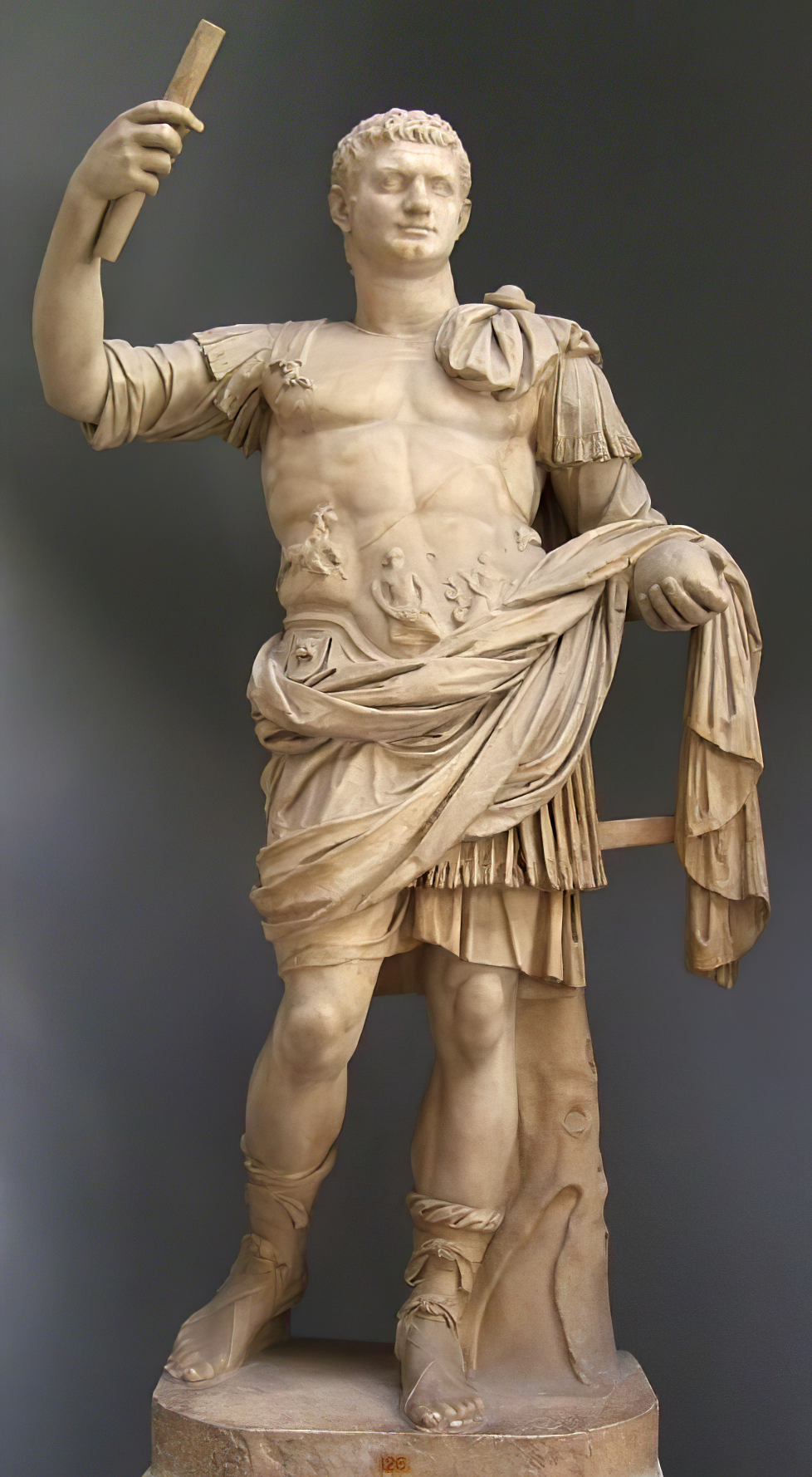
Procópio comparou Justiniano com Domiciano (representado acima), Imperador da dinastia flaviana cujo reinado, descrito por Suetônio, era visto com desdém pela intelectualidade medieval

Em 1 de abril de 527, as velhas feridas de guerra de Justino acordaram e causaram a sua lenta agonia. Justiniano é então nomeado Augusto e coroado por seu tio. Quatro séculos mais tarde, Constantino VII, afirma que o patriarca coroa Justiniano no dia 4 de abril, Dia de Páscoa, uma data altamente simbólica. Contudo, este elemento é certamente inventado para reforçar a lenda de Justiniano. É de fato no dia 1 de Abril e das mãos do seu tio que ele recebe a coroa. Foi então imperador, então único imperador com a morte de Justino em 1 de Julho. Justiniano tinha então 45 anos de idade. Era um homem maduro, do qual os cronistas deram descrições físicas relativamente precisas. João Malalas fala dele nestes termos: "Ele era pequeno em estatura, com um tronco bem torneado, nariz liso, tez radiante, cabelo encaracolado, rosto redondo, aspecto bonito, testa aberta, rosto pintado, cabeça cinzenta e barbuda. Embora tenha estado doente em várias ocasiões, morreu aos 83 anos de idade, fazendo dele um dos imperadores romanos mais longevos a ter reinado. Os cronistas também se debruçam sobre a sua personalidade. Jean le Lydien elogia a sua bondade e benevolência, o que Procópio confirma. Este último enfatiza a sua ânsia por trabalho, o que é confirmado pela reputação do imperador de ter dormido pouco. Jean afirma que era "o imperador que menos dormia", enquanto que na Igreja de São Sérgio e São Baco há uma inscrição indicando que ele ignorava o sono. Isto leva Charles Diehl a afirmar: "Se há uma qualidade que não pode ser retirada a Justiniano, é que ele era um grande trabalhador". Se Justiniano não hesitou em usar a repressão em algumas das suas políticas, levando por vezes a atos de grande severidade ou até mesmo de crueldade, ele parece ter mostrado moderação nas suas relações humanas. As suas reações raramente eram excessivas e ele geralmente procurava o equilíbrio e o respeito pela lei. Segundo George Tate, "Era o regime e não o próprio Justiniano que era despótico". Em Construções, Procópio de Cesareia credita ao imperador o esforço de sempre tentar melhorar o estado do império com o estímulo de muitas realizações em Constantinopla e em outros lugares. Em contraste, em sua História Secreta, pinta um quadro mais negativo, comparando-o a Domiciano, um imperador que era muito mal visto naquela altura, antes de enumerar os seus defeitos: "Este imperador era secreto, enganador, desonesto, escondendo a sua raiva, esquivo, um homem astuto, bastante hábil em esconder os seus pensamentos, sempre um mentiroso'. Além disso, este trabalho demonstra o desprezo de Procópio por Justiniano e alguns dos seus companheiros, que ele iguala a parvenu, apesar de ele próprio pertencer à nobreza. De fato, enquanto ele subiu ao topo da hierarquia social, em parte graças a Justino, Justiniano parece nunca se ter integrado plenamente na elite governante do Império, permanecendo influenciado pelas suas origens populares.

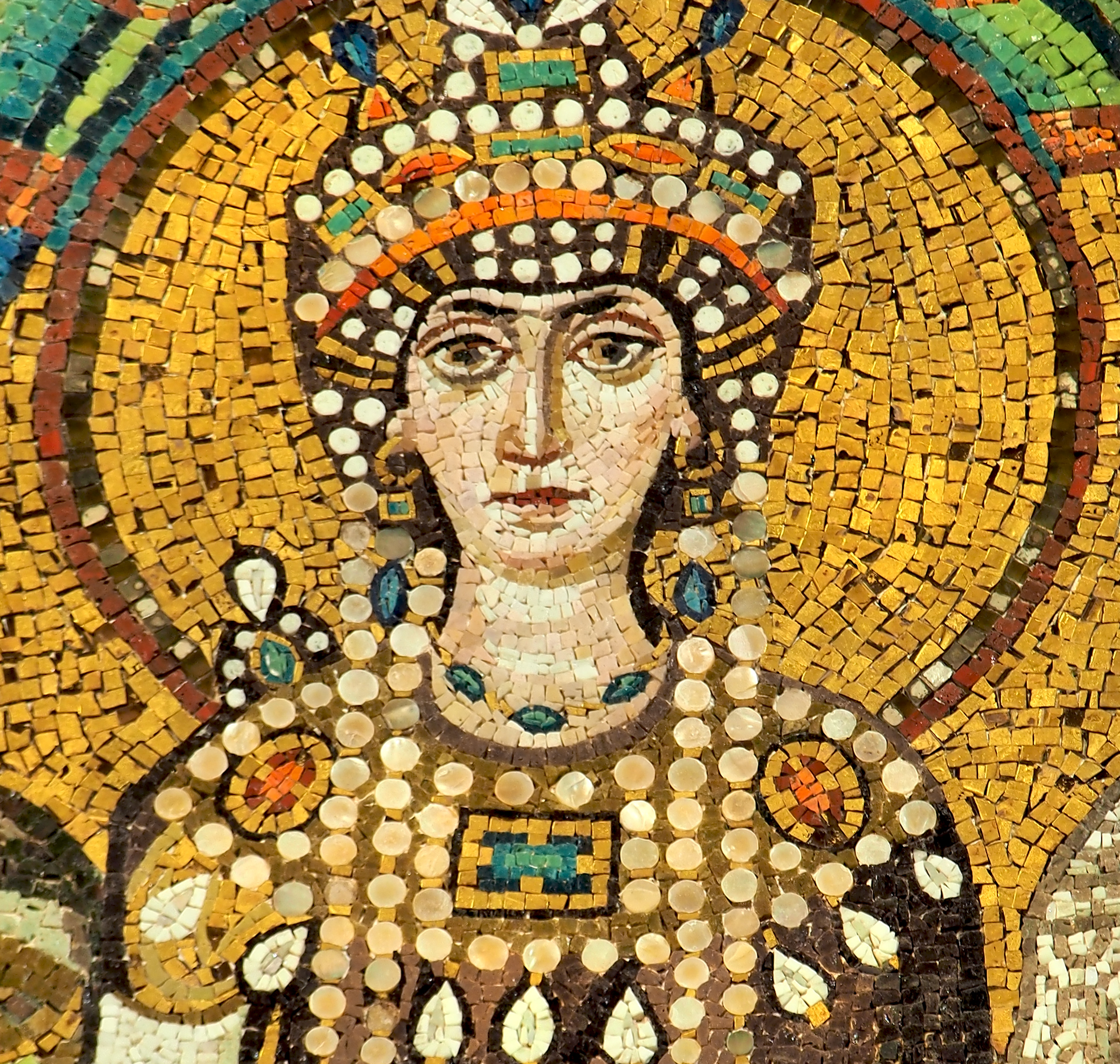
O mosaico da Imperatriz Teodora, Basílica de São Vital em Ravena

Uma qualidade fundamental de Justiniano foi sua capacidade de se rodear de conselheiros competentes que lhe permitiram realizar projetos de grande escala. A fim de satisfazer a sua ambição de reconquistar antigos territórios, e mesmo que não haja provas de que ele tivesse uma estratégia precisa de renovação imperial, ele poderia contar com seus generais. O mais ilustre deles é Belisário, que intervém em todas as frentes quando necessário. Se Justiniano por vezes retira-o a sua confiança, acaba sempre por voltar para ele quando tem de enfrentar situações perigosas. Do mesmo modo, Narses desempenhou um papel decisivo na guerra contra os Godos em Itália de 535 a 553, enquanto João Troglita participava ativamente na pacificação da África. Em termos de política interna, Justiniano foi também assistido por conselheiros de grande qualidade, como o Triboniano, que foi o mestre na elaboração do Código Justiniano. Da mesma forma, João da Capadócia provou ser um zeloso e eficiente prefeito pretoriano.
Finalmente, a primeira parte do reinado de Justiniano é inseparável da sua relação com a sua esposa Teodora, que veio do mundo dos espetáculos e foi particularmente desprezada pela Igreja. Assim, é de fato um casamento amoroso, certamente contraído em 525, e é certo que o imperador teve por ela grande afeto, estando profundamente entristecido com a sua morte em 548. Além disso, ela teve provavelmente uma influência profunda em algumas das suas decisões políticas, tais como a sua recusa em fugir durante a revolta de Nica. Em sua História Secreta, Procópio credita a Teodora uma forma de controle sobre o seu marido, o que é certamente um exagero.

## Ideologia imperial

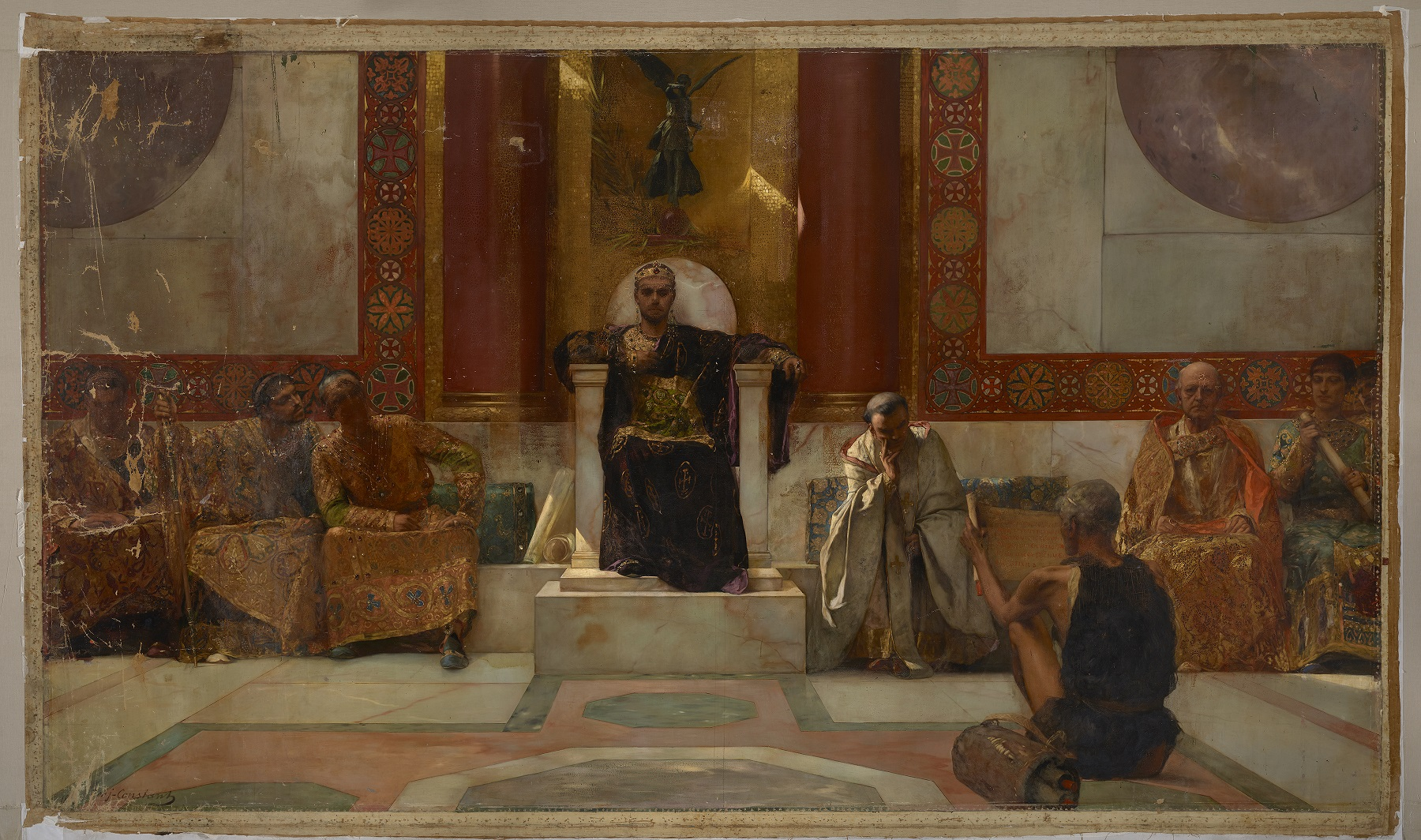
Uma pintura do artista francês Jean-Joseph Benjamin-Constant do século XIX retratando o Imperador Bizantino Justiniano e os seus conselheiros empenhados numa discussão de textos religiosos

Durante o seu reinado, Justiniano reforçou significativamente a posição do imperador, aumentando o despotismo e o centralismo do regime. Acima de tudo, reforçou os meios de ação do imperador, em detrimento da capacidade de influência da aristocracia. A ideologia imperial que promoveu baseava-se na tradição absolutista de um império romano que era agora cristão. A legitimidade imperial é confundida com a legitimidade divina para consolidar a sua posição. Os aspectos pagãos que ainda poderiam influenciar o gabinete imperial desapareceram, em detrimento da velha aristocracia, especialmente a classe senatorial. A afirmação do poder imperial é simbolizada pelo desaparecimento do consulado. Este cargo era de grande importância na tradição romana e os seus titulares, dois em número de um ano, eram personalidades importantes da nobreza do Império. Assim, o cônsul comum deu o seu nome ao ano civil. No entanto, Justiniano decidiu em 537 que o tempo seria contado em relação ao ano do reinado do imperador e não em relação ao consulado, função que exerceu cada vez mais, uma vez que nomeou o último cônsul em 541, precipitando o desaparecimento desta dignidade.
A visão de Justiniano sobre a posição do imperador está consubstanciada nos títulos com que se enfeita. Ele é o imperador nomos empsychos, ou a "lei viva". É também Filocristo, "o amigo de Cristo" e Restituidor (Restitutor), ou "restaurador do poder romano". O imperador ocupa cada vez mais um lugar preponderante. Já não era o primeiro dos cidadãos, mas insistia em ser chamado o Kurios (tradução do latim dominus), ou "mestre". O seu poder é também representado pelos seus múltiplos apelidos retirados das nações derrotadas, retomando uma velha tradição dos governantes romanos. Ele é o imperador Alamânico (conquistador dos Alamanos), Gótico (dos Godos), Frâncico (dos Francos), Germânico (dos Germanos), Ântico (dos Alanos), Vandálico (dos Vândalos), Africano (dos Africanos). Esta transcendência é encarnada no cerimonial imperial, que afasta o imperador do resto da humanidade. O Grande Palácio deveria ser o lugar do misticismo imperial. O processo cerimonial não diferia muito da tradição romana, mas certas características foram reforçadas. A distância entre Justiniano e os seus convidados foi acentuada e as marcas de respeito para com o imperador foram por vezes estendidas à imperatriz, ao grande desagrado da aristocracia tradicional. Era frequentemente mascarado por uma folha grossa, e quando era visível para todos, por vezes expressava-se apenas por gesto ou através de um mandatário, para reforçar a distância entre ele e o resto da humanidade.
Finalmente, Justiniano atribuiu grande importância à forma como foi representado para o seu povo. Desenvolveu-se uma forma de propaganda imperial. As moedas bizantinas retratam-no frequentemente em traje militar triunfante e com uma cruz, tal como a escultura dele na coluna Justiniana em Constantinopla. A sacralidade cristã é onipresente no imaginário imperial, nomeadamente nos mosaicos da Basílica de São Vital em Ravena. O ecumenismo cristão misturado com a universalidade romana para retratar Justiniano como mestre do mundo e, mais amplamente, do universo. Apesar da dimensão das ambições de Justiniano, George Tate qualifica a sua responsabilidade pelo crescente autoritarismo do Império Bizantino, recordando que a tendência para o aprofundamento dos poderes do imperador era de longa data, remontando pelo menos a Diocleciano, e que Justiniano estava apenas a completar um movimento que tinha começado muito antes do seu reinado.

## Resistência à ação do imperador
A intransigência com que Justiniano se aplicou na perseguição de seus objetivos provocou uma série de rebeliões no império. A mais violenta delas, a Revolta de Nica, ocorreu em 532, em Constantinopla.

### Revolta de Nica
Logo no início de seu reinado (532), Justiniano teve de enfrentar uma grave revolta, a Revolta de Nica. Teodora, mulher pequena, mas bem proporcionada, de rosto pálido, iluminado por dois grandes olhos negros, dominou Justiniano e o ajudou a sufocar a revolta. O que causou esta revolta foi o descontentamento com os altos impostos e a miséria.
Em Bizâncio, existiam organizações esportivas rivais, que defendiam suas cores no hipódromo. Eram os Verdes, os Azuis, os Brancos e os Vermelhos. Esses grupos haviam se transformado em partidos políticos. Os Azuis reuniam representantes dos grandes proprietários rurais e da ortodoxia religiosa. Já os Verdes tinham, em suas fileiras, altos funcionários nativos das províncias orientais, comerciantes, artesãos e adeptos da doutrina monofisista.
Até então, os imperadores tinham tentado enfraquecer um grupo, apoiando o outro. Justiniano recusou essa solução, o que provocou a união dos Verdes e Azuis, que se rebelaram. Aos gritos de Nica (vitória), os rebeldes massacraram a guarda real e dominaram quase toda a cidade, proclamando um novo imperador. Justiniano pensou em fugir, mas foi demovido por Teodora.
Justiniano ficou e encarregou o general Belisário de cercar o hipódromo e aniquilar os revoltosos. Foi uma verdadeira carnificina, pois 35 mil pessoas foram massacradas. Esmagada a oposição, Justiniano pôde, a partir de então, reinar como um autocrata.

## Administração de Justiniano

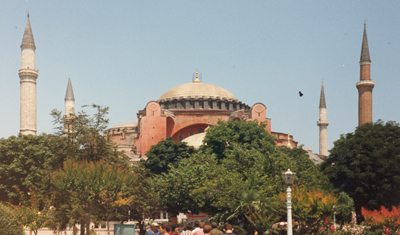
Basílica de Santa Sofia, reconstruída sob supervisão pessoal de Justiniano

Para garantir a centralização administrativa, Justiniano combateu o poder local dos grandes proprietários de terra e estabeleceu leis sólidas e eficazes, cujo cumprimento era rigorosamente fiscalizado pela burocracia, que contava com os militares.
Em seu governo, foi redigido o Corpus Juris Civilis, um sistema de leis básico que afirmava o poder ilimitado do imperador e, ao mesmo tempo, garantia a submissão dos escravos e colonos a seus senhores. Em seu governo, o regime político do império pode ser caracterizado como autocrático e burocrático. Autocrático, porque o imperador controlava todo o sistema político e religioso. Burocrático, porque uma vasta camada de funcionários públicos, dependentes e obedientes ao imperador, vigiava e controlava todos os aspectos da vida dos habitantes do império. Esse poder não chegava a ser totalitário, porque o império era vasto e composto por povos de naturalidades e línguas diferentes, que conseguiam escapar do controle das autoridades imperiais e manter certas tradições culturais particulares.
Pode-se resumir a política de Justiniano em dois objetivos, duas ideias. Como imperador romano, trazer prosperidade ao reino e como imperador cristão, impor sua organização à igreja. Durante seu reinado ele foi responsável por abrir todo o império com fortificações, para exigir menos de seus soldados. Além de restaurar ou construir grande quantidade de obras pelas províncias, formando naturalmente uma enorme linha de defesa que protegia todos os pontos estratégicos. A chamada “ciência do governo dos bárbaros”, hábil diplomacia feita por Justiniano, completava seu estratégico fortalecimento defensivo. Apesar de sua politica externa de reconquista do ocidente, os territórios reconquistados estavam em um estado econômico miserável o que gerou fragilidade ao império. Justiniano logo se vê enfraquecido devido aos persas que avançavam em direção ao mediterrâneo. Foi necessário um pesado tributo para renovar o acordo de paz e conte-los temporariamente. Além das periódicas invasões dos hunos e eslavos, que mesmo sendo rechaçados enfraqueciam o reino aos poucos.
Justiniano também se destacou como construtor: fortificações em torno de todas as fronteiras, estradas, pontes, templos e edifícios públicos foram algumas de suas obras.
A revolta de 532, Nica (em grego “vitória”), mostrou a Justiniano a necessidade de uma reforma. A reforma administrativa está contida principalmente nos dois decretos de 535, que se resume ao conjunto de medidas para melhorar o império, através da eliminação de postos inúteis, supressão da venalidade dos cargos, aumento do vencimento, criação de alguns agentes especiais ou “justinianos”, que reuniam poderes militares e civis. Tais medidas visavam aumentar a dependência dos funcionários para com o imperador. Em outra medida, ele buscou impedir os abusos dos grandes proprietários de bens de raiz, que acreditava serem seus piores inimigos. Como resultado, ele teve de infringir suas próprias leis. Devido à necessidade constante de dinheiro com as enormes despesas com a guerra, Justiniano aumentou taxas, criou impostos, vendeu cargos, alterou a moeda, dando exemplo de mau administrador.
Internamente, os maiores problemas enfrentados pelo império foram os senhores locais e as heresias. Estas quebravam a unidade da Igreja de Constantinopla e, em geral, surgiam em províncias do império, adquirindo, assim, um caráter de luta autonomista diante do poder central.

## Assuntos religiosos
Justiniano tinha grande interesse pelas questões teológicas. “Faltava apenas unificar a crença, transformar a Igreja em um instrumento homogêneo de domínio.” Seu objetivo maior era unir o Oriente com o Ocidente por meio da religião. Seu programa político pode ser sintetizado numa breve fórmula: "Um Estado, uma Lei, uma Igreja". Justiniano procurou solidificar o monofisismo (doutrina elaborada por Eutiques, segundo a qual só havia uma natureza, a divina, em Cristo). Essa doutrina tornou-se forte na Síria (patriarca de Antioquia) e no Egito (patriarca de Alexandria), que tinham aspirações emancipacionistas. Os seguidores dessa heresia tinham na imperatriz Teodora uma partidária. Esta tentou conciliar ortodoxos e heréticos, com relativo êxito. Autoritário, Justiniano combateu e perseguiu judeus, pagãos e heréticos, ao mesmo tempo que interveio em todos os negócios da Igreja, a fim de mantê-la como sustentáculo do Império e sob seu controle. A Academia de Platão, último baluarte do paganismo, foi fechada. As catedrais dos Santos Apóstolos e de Santa Sofia foram construídas durante seu governo, para evidenciar o poder imperial.
Em 529, fechou a Academia de Platão. Em 540, também considerou extinto o Talmude nas sinagogas. Em 550, eliminou o reduto dos mistérios egípcios na Ilha de Filas.

## Reconstituição territorial

Império Bizantino em 550. A parte mais clara representa as conquistas de Justiniano

No plano externo, a política de Justiniano teve como objetivo fundamental a tentativa de reconstrução do fragmentado Império Romano do Ocidente, que, desde 450, era vítima dos ataques dos bárbaros germânicos, e que havia sucumbido em 476. Ao sentido político e social dessa empreitada juntava-se o fator religioso, pois, para Justiniano, Roma continuava sendo o centro do mundo católico.
Cessado o perigo interno e uma vez estabilizado o perigo persa na zona oriental graças a um tratado de não-agressão pactuado com Cosroes I, no qual se comprometia a pagar um tributo anual ao sassânida, Justiniano empreendeu a recuperação do Ocidente. Seu primeiro objetivo foi acabar com os vândalos, no norte da África (533-534), onde acabara de surgir o clarão fulgurante de Santo Agostinho. O general Belisário dirigiu as campanhas com eficiência, conquistando Cartago, a Sicília, as ilhas Baleares e parte da costa levantina peninsular.
Justiniano ordenou ao general Belisário que se lançasse à conquista da península Itálica, onde Teodorico, o Grande havia estabelecido o Reino Ostrogodo. Belisário dirigiu-se à Itália com o mesmo ânimo e rapidez das campanhas anteriores. Conquistou Roma (539) com relativa dificuldade devido à resistência ostrogoda e Ravena um ano mais tarde. Por um momento pareceu que as glórias do Império Romano poderiam reviver. Entretanto, os acontecimentos das décadas seguintes demonstraram que não seria assim. No ano 542, uma grande peste deu um devastador golpe nas ainda populosas cidades do Mediterrâneo Oriental. O restante do território italiano ofereceu importantes resistências dirigidas por Tótila. Belisário caiu em desgraça perante Justiniano, sendo substituído por Narses, que eliminou as forças ostrogodas contando com o apoio moral de São Bento, que no monte Subiaco acabara de fundar a Ordem Beneditina, que tantos serviços prestou à civilização na Idade Média. As guerras duraram 20 anos.
Com a ocupação de um amplo setor do sul da Espanha pelas tropas imperiais, em 554, o Mediterrâneo voltou a ficar sob o controle dos romanos - desta vez, porém, do Império do Oriente. O império alcançou sua máxima extensão. A necessidade de fortalecer as fronteiras orientais contra os persas, no entanto, levou Justiniano a abandonar a empreitada iniciada na Europa. Alguns historiadores acusam Teodora de ter instigado o marido a fazer conquistas para o lado oriental, o que irritou os persas e levou Justiniano a abandonar a frente ocidental.

## Corpus juris civilis

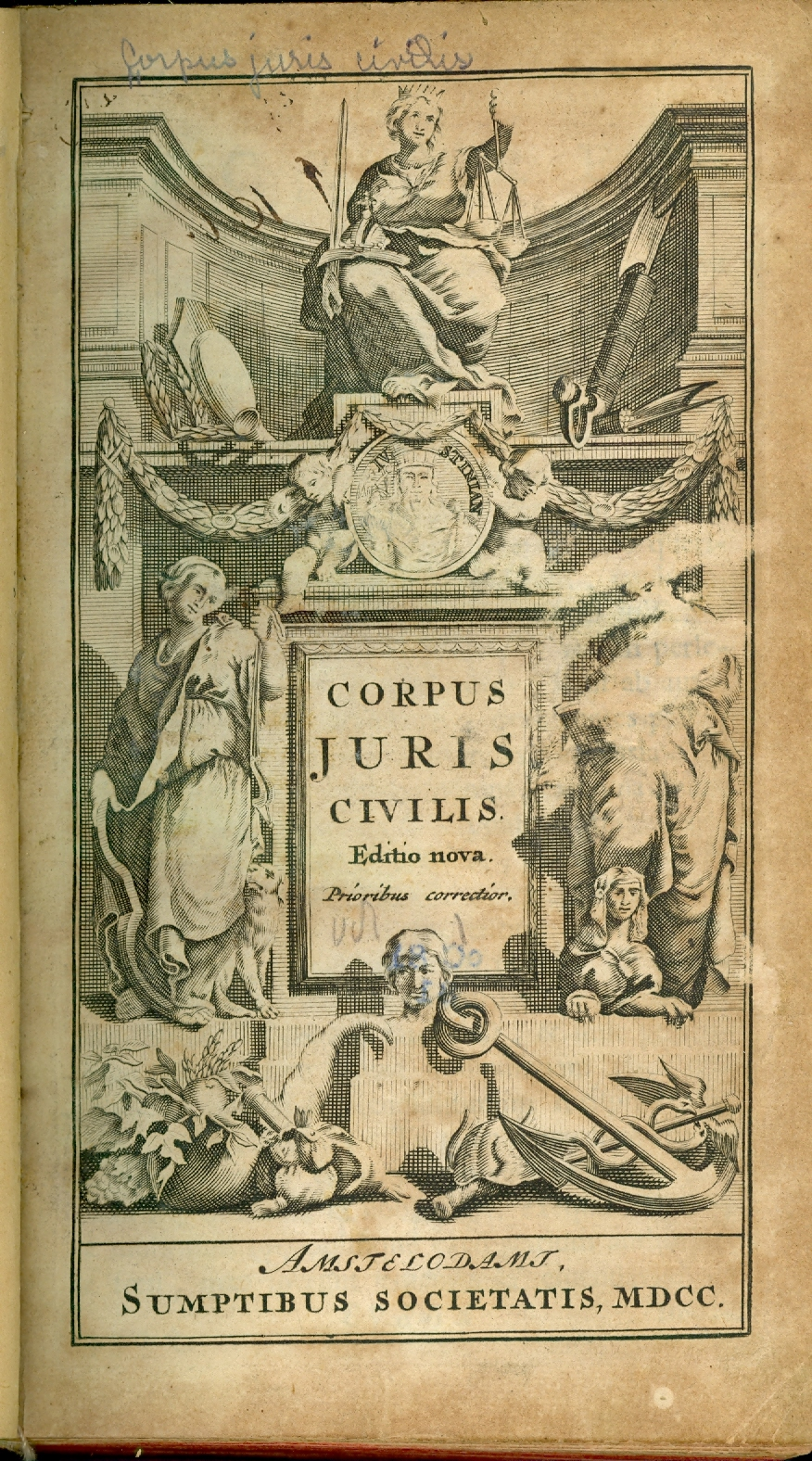
Uma das versões de capa do conjunto de leis propostas por Justiniano

Ao lado da religião, o direito romano ajudou a manter a unidade e a ordem imperial. Justiniano percebeu a importância de salvaguardar a herança do direito romano e, aproveitando a prosperidade econômica e comercial que lhe proporcionavam as novas conquistas, empreendeu um importante trabalho legislativo e de recompilação jurídica. A recompilação e reorganização das leis romanas tornou-se um dos marcos mais notáveis de sua administração, confiado a um colégio de dez juristas dirigido por Triboniano, cujos trabalhos duraram dez anos. Essa obra ficou conhecida como corpus juris civilis, composta de quatro partesː
- Código de Justiniano (Codex): Reunião de todas as constituições imperiais editadas desde o governo do imperador Adriano (117 a 138);
- Digesto ou Pandectas: Continha os comentários dos grandes juristas romanos;
- Institutas: Manual para ser estudado pelos que se dedicavam ao direito;
- Novelas ou Autênticas: Constituições elaboradas depois de 534.[36]

A definição de direito dada por Justiniano no código era baseada, principalmente, nos costumes do povo romano, que não se chamava de "bizantino" — sendo esta uma denominação dada por historiadores da modernidade; eles consideravam-se romanos, os últimos romanos dentro da anterior imensidão do Império. Dessa forma, o Estado de direito romano-bizantino era feito em prol da "vida honesta, não lesividade e 'dar a cada um o que é seu'".
Antes de Justiniano, outros imperadores, ocidentais, tentaram codificar as leis que existiam no Império, com apenas ele conseguindo alcançar tal feito. Essa obra foi considerada completa e complexa, com leis envolvendo desde a criação dos filhos, a chefiação da família, o casamento a propriedade, crimes e organização político-estatal.
O instituto jurídico romano é de grande importância até os dias de hoje, por causa da influência que ele tem no direito ocidental e oriental, refletindo em códigos brasileiros até hoje, como o civil, nas relações de sucessão e usucapião, principalmente. Por este motivo, é importante ter em mente o quanto Justiniano fez pelo direito mundial, ao implicar esse código a todo o território Imperial, que seguia seus decretos e pagava os impostos que estavam prescritos no código.

## Obstáculos à política de Justiniano
As origens dos obstáculos, tanto internos, quanto externos, da política justiniana podem ser remetidas a um único aspecto: sua ambição em reunificar entraves, dentro e fora de Bizâncio.
O sucesso, parcial, no ocidente, resultou em consideráveis conquistas: a África Ocidental, três quartos da Espanha e a parte superior da Itália. Entretanto todas essas regiões estavam em decadência econômica e as forças militares do império não davam conta de manter a proteção de toda a área. Com isso, permaneciam constantes as ameaças bárbaras.
Devido à não consolidação das empreitadas ocidentais, os recursos investidos neste projeto resultaram em um enfraquecimento sentido nos redutos orientais das terras justinianas. Por volta de 540, os Persas abriram passagem pelo mediterrâneo e devastaram a Síria. O custo inicial dessa trégua se deu por meio de mil libras anuais, chegando a um tratado de paz (por cinquenta anos) em 562. Por este acordo: Justiniano se comprometeu em, além de pagar um pesado tributo, não fazer qualquer propaganda cristã em território persa. Outros dois povos também cooperavam para o enfraquecimento do império; os Hunos e os Eslavos. Apesar de sempre rechaçados pelos generais bizantinos, estes germânicos tomavam a aparecer e gerar mais prejuízos ao império.
O descomunal esforço de reforma econômica e institucional despendido por Justiniano esbarrou numa infinidade de obstáculos. A desigualdade entre os mais ricos e os mais pobres se aprofundou, tornando-se um problema constante para o soberano. No campo das agressões externas, uma das ameaças permanentes para o império foi representada por um ataque dos persas, que, reunificados sob a dinastia Sassânida, não escondiam a ambição de ocupar a Armênia, a Mesopotâmia e a Síria. Em duas ocasiões Justiniano se viu obrigado a comprar a paz de seus vizinhos, o que lhe obrigou a dispor de imensas quantidades de ouro.
Somados a estes percalços, no oriente e no ocidente, um outro fator tomava problemática a coesão da força militar de Bizâncio: seu exército era formado por aproximadamente 150 000 homens, integrados por mercenários (ávidos e indisciplinados) e bárbaros confederados. Ou seja, uma imensa variedade de interesses distintos em uma mesma unidade - o que levou o imperador a investir pesado em fortificações.

## Morte
O autoritarismo e os altos impostos fizeram com que a população respirasse aliviada com a notícia da morte de Justiniano (Constantinopla, 565). Foi sepultado ao lado de sua amada imperatriz Teodora na Igreja dos Santos Apóstolos (igreja onde repousavam as relíquias dos apóstolos, imperatrizes e imperadores bizantinos, patriarcas da Igreja Ortodoxa Grega) em Constantinopla. A Igreja Ortodoxa faz sua memória em 14 de novembro, ao lado de sua esposa Teodora.